# Cerro Ameghino
Cerro Ameghino är ett berg i Argentina.   Det ligger i provinsen Mendoza, i den västra delen av landet, 1 100 km väster om huvudstaden Buenos Aires. Toppen på Cerro Ameghino är 5 935 meter över havet, eller 572 meter över den omgivande terrängen. Bredden vid basen är 2,9 km.
Terrängen runt Cerro Ameghino är huvudsakligen mycket bergig. Runt Cerro Ameghino är det ganska glesbefolkat, med 22 invånare per kvadratkilometer.. Det finns inga samhällen i närheten. 
Trakten runt Cerro Ameghino är ofruktbar med lite eller ingen växtlighet.